# 양렬
양렬(楊烈, 생몰년 미상)은 북위 무천진(武川鎭) 사람으로 태원군수를 지낸 양혜하의 아들이자 수나라를 건국한 수 문제의 조부이다.

## 생애
증조부 양현(楊鉉)은 전연의 북평군태수(北平郡太守)를 지냈으며, 조부 양원수(楊元壽)는 북위 초 무천진사마(司馬)를 지냈고 신무수(神武樹)로 이주하였다. 태원부군으로 추존된 부친 양혜하는 북위의 태원군수를 지냈으며 양렬 본인도 태원군수 및 용양장군(龍驤將軍)을 역임하였다.
580년 우문천에 의해 강공(康公)으로 추봉되었다.
581년 증손자 양견이 수나라를 건국하자 강왕(康王)으로 1급 격상되었다.

## 가계
- 부친: 양혜하
- 모친: 불명
- 아들: 양정
- 손자: 양충
- 증손: 수 문제